# Fred Olen Ray
Fred Olen Ray (10 de septiembre de 1954, Wellston, Ohio, Estados Unidos) es un director de cine, productor y guionista estadounidense de más de doscientas películas de bajo y medio presupuesto. Los géneros cinematográficos de sus producciones abarcan desde terror, drama criminal, ciencia ficción, aventuras hasta, incluso, películas de vacaciones. Su talento le ha valido variados premios, entre ellos numerosos Emmy.
En su libro, The New Poverty Row: Independent Filmmakers as Distributors, cuenta cómo se convirtió en director como respuesta a poder hacer películas de la forma más autosuficiente e independiente posible. Su primera película fue The Brain Leeches (1978), con un presupuesto reducido de 298 dólares.
Fred Olen Ray es el director de Retromedia, donde lanza DVD tanto de sus propias producciones como de películas de archivo.